# Penitenciaría estatal de Anamosa
La Penitenciaría Estatal de Anamosa es una prisión de máxima seguridad localizada en el condado de Jones, Iowa en la ciudad de Anamosa, Iowa, que se encuentra a 40 km al noreste de Cedar Rapids, Iowa
Al final de febrero del 2017 esta prisión albergaba aproximadamente a 891 reclusos con otros 175 en segregación y contaba con 357 empleados. Los reclusos que trabajan en las industrias de la prisión de Iowa producen chapas metálicas, piezas de madera, impresiones, muebles metálicos, señalamientos y productos de limpieza.  La institución penal también ofrece servicios educativos, para los cuales cuenta con un contrato con un colegio comunitario. Se imparten clases de soldadura, mecánica automotriz, horticultura y conserjería. Los prisioneros también pueden tomar cursos para terminar su bachillerato o para pasar un examen GED, o tomar un curso para obtener un título de técnico superior en artes. Existe también un programa de tratamiento contra alcoholismo o farmacodependencia para aquellos presos que quieran remediar estos problemas.
Para reforzar los programas de tratamiento y la seguridad de la prisión también existe un exhaustivo programa de servicios religiosos y actividades físicas y recreativas.
Centro religioso A. S. P: El cual ofrece una extensa variedad de servicios, programas y cursos de múltiples grupos religiosos, los cuales incluyen: (Asatru, budismo, cristianismo (catolicismo, protestantismo litúrgico, pentecostalismo y evangelistas), testigos de Jehová, templo americano de la ciencia morisca, islamismo suní, islamismo afroamericano de la nación de los dioses y las Tierras, Ceremonias sacras de los nativos americanos, Satanismo y Wicca. El programa es apoyado por más de 60 voluntarios regulares que son clérigos y autoridades de culto en sus distintos grupos.
Las área recreativas permiten a los presidiarios ocuparse en varias actividades deportivas. Los talleres les permiten trabajar en actividades artesanales como alfarería, artesanías en piel o trabajos artesanales con madera. Finalmente el departamento de música, les brinda la oportunidad de involucrarse en artes escénicas ya sea como solistas o en pequeños grupos. 
Todos los programas auxiliaries como el religioso, el deportivo, el musical y el de artesanías buscan reforzar de modo general la interacción positiva entre los individuos y establecer el compañerismo necesario para llevar a buen término el tratamiento. 
La penitenciaría también mantiene una institución de seguridad mínima como prisión satélite, la cual tiene la capacidad de 80 internos y es denominada Luster Heights Prison Farm. Misma que se localiza en la esquina noreste del estado en  el Bosque estatal Yellow River cerca de Harpers Ferry, todo ello en el condado de Allamakee.

## Museo de la penitenciaría estatal de Anamosa
El museo de la penitenciaría estatal de Anamosa se encuentra localizado junto a los muros de la penitenciaría en un edificio de piedra que fue originalmente un granero y después fábrica de quesos de la prisión, La exposición incluye la historia de la prisión, el papel de los custodios y la construcción de los diversos edificios. El museo se abre por temporadas y contiene una tienda de recuerdos.  

## Exconvictos notables
- John Wayne Gacy, asesino en serie, convicto por sodomía con un menor de 1968 a 1970
- Robert Hansen, asesino en serie, convicto por delito de incendio a inicios de la década de los sesenta.